# 髙橋大悟
髙橋 大悟（たかはし だいご、1999年4月17日 - ）は、鹿児島県熊毛郡屋久島町出身のプロサッカー選手。Jリーグ・ギラヴァンツ北九州所属。ポジションはミッドフィールダー、フォワード。

## 経歴
鹿児島県の屋久島出身。中学・高校の6年間は神村学園中等部・高等部に所属。進学直後からエース級の活躍を見せて、世代別の代表にも選出された。全国大会に出場する機会がまだなかった時点で清水エスパルスに打診されて加入が内定した。屋久島からJ1選手が誕生するのは史上初。その後高校3年生では初めて全国高等学校サッカー選手権大会出場するも、3回戦で矢板中央高等学校に敗れて敗退した。
2018年、J1・清水エスパルスに入団。2019年5月23日、ルヴァンカップ第6節のジュビロ磐田戦でプロ公式戦初ゴールを決めた。8月15日、J3・ギラヴァンツ北九州に育成型期限付き移籍で加入、加入後のリーグ戦全試合で先発出場し、14試合で7ゴールを挙げる活躍を見せ、チームの初優勝に貢献した。そのうち、10月13日、対いわてグルージャ盛岡戦の先制ゴールは「わずかなコースを確実に決めた、アイディア光る鮮やかなゴール」として、11月17日、優勝・J2昇格争いのライバルである対ザスパクサツ群馬戦で挙げた先制・決勝ゴールが、「J2昇格、そして優勝への想いを軌道に乗せた、美麗決勝弾」として、各月のJ3リーグ月間ベストゴールに選ばれた。
2020年も北九州への育成型期限付き移籍を延長し残留。同シーズンは、背番号が10に変更され、警告累積により出場停止となった第24節福岡ダービーを除くチーム最多タイの41試合に出場、うち40試合で先発起用され、出場時間もフィールドプレーヤーではチームトップの3,592分を記録、ディサロ燦シルヴァーノに次ぐチーム2位、J2リーグ15位タイの9得点を挙げるなどの実績を挙げた。
2021年、再び北九州への期限付き移籍を延長し残留。同シーズンはチーム唯一の全試合フル出場を果たし、前年を上回り自身最多かつチーム得点王となる10得点を挙げる活躍を見せたが、チームは21位に終わりJ3降格となった。
2022年は、北九州から清水に復帰した。
2023年、FC町田ゼルビアへ完全移籍。初年度は28試合に出場し町田のJ2優勝に貢献。
2024年は背番号を10から99に変更。チームの積極補強に伴って出場機会が減り、パリオリンピックによる中断期間に入る第24節終了時点でリーグ戦2試合の出場にとどまった。
2024年7月23日、大分トリニータへの期限付き移籍が発表された。
2024年12月26日に大分への期限付き移籍満了が発表。保有元の町田との契約が不透明であったが、2025年1月7日に2025年シーズンを町田でプレーすることが発表された。
2025年7月9日、ギラヴァンツ北九州への期限付き移籍を発表、2021年シーズン以来約3年半ぶりの北九州への復帰となる。

## 人物
鹿児島県にある屋久島町出身では塚田翔悟に続く2人目のJリーガー。
好きな映画は「ハリー・ポッター」シリーズ。
無類のバウムクーヘン好きでもある。

## 所属クラブ
- 宮浦SSS
- 神村学園中等部
- 神村学園高等部
- 2018年 - 2022年  清水エスパルス
  - 2019年8月 - 2021年  ギラヴァンツ北九州（育成型期限付き移籍）
- 2023年 -  FC町田ゼルビア
  - 2024年7月 - 12月  大分トリニータ（期限付き移籍)
  - 2025年7月 -  ギラヴァンツ北九州（期限付き移籍)

## 個人成績
| 国内大会個人成績 | 国内大会個人成績 | 国内大会個人成績 | 国内大会個人成績 | 国内大会個人成績 | 国内大会個人成績 | 国内大会個人成績 | 国内大会個人成績 | 国内大会個人成績 | 国内大会個人成績 | 国内大会個人成績 | 国内大会個人成績 |
| 年度             | クラブ           | 背番号           | リーグ           | リーグ戦         | リーグ戦         | リーグ杯         | リーグ杯         | オープン杯       | オープン杯       | 期間通算         | 期間通算         |
| 年度             | クラブ           | 背番号           | リーグ           | 出場             | 得点             | 出場             | 得点             | 出場             | 得点             | 出場             | 得点             |
| 日本             | 日本             | 日本             | 日本             | リーグ戦         | リーグ戦         | リーグ杯         | リーグ杯         | 天皇杯           | 天皇杯           | 期間通算         | 期間通算         |
| ---------------- | ---------------- | ---------------- | ---------------- | ---------------- | ---------------- | ---------------- | ---------------- | ---------------- | ---------------- | ---------------- | ---------------- |
| 2018             | 清水             | 37               | J1               | 0                | 0                | 5                | 0                | 0                | 0                | 5                | 0                |
| 2019             | 清水             | 37               | J1               | 0                | 0                | 3                | 1                | 0                | 0                | 3                | 1                |
| 2019             | 北九州           | 28               | J3               | 14               | 7                | -                | -                | -                | -                | 14               | 7                |
| 2020             | 北九州           | 10               | J2               | 41               | 9                | -                | -                | -                | -                | 41               | 9                |
| 2021             | 北九州           | 10               | J2               | 42               | 10               | -                | -                | 1                | 0                | 43               | 10               |
| 2022             | 清水             | 37               | J1               | 6                | 1                | 4                | 0                | 0                | 0                | 10               | 1                |
| 2023             | 町田             | 10               | J2               | 28               | 3                | -                | -                | 2                | 0                | 30               | 3                |
| 2024             | 町田             | 99               | J1               | 2                | 0                | 1                | 0                | 1                | 0                | 4                | 0                |
| 2024             | 大分             | 99               | J2               | 10               | 1                | -                | -                | -                | -                | 10               | 1                |
| 2025             | 町田             | 99               | J1               | 1                | 0                | 2                | 0                | 1                | 0                | 5                | 0                |
| 2025             | 北九州           | 66               | J3               |                  |                  | -                | -                | -                | -                |                  |                  |
| 通算             | 日本             | 日本             | J1               | 9                | 1                | 15               | 1                | 2                | 0                | 27               | 2                |
| 通算             | 日本             | 日本             | J2               | 121              | 23               | -                | -                | 3                | 0                | 124              | 23               |
| 通算             | 日本             | 日本             | J3               | 14               | 7                | -                | -                | 0                | 0                | 14               | 7                |
| 総通算           | 総通算           | 総通算           | 総通算           | 144              | 31               | 15               | 1                | 5                | 0                | 165              | 32               |

- Jリーグ初出場・初得点 - 2019年9月1日 J3第21節 ヴァンラーレ八戸戦（ダイハツスタジアム）

## タイトル

### クラブ
ギラヴァンツ北九州
- J3リーグ（2019年）

FC町田ゼルビア
- J2リーグ（2023年）

### 個人
- 高円宮杯U-18サッカーリーグ2016プリンスリーグ九州・得点王（2016年）
- 全国高等学校サッカー選手権大会・優秀選手（2018年）
- J3リーグ・月間ベストゴール：2回（2019年10月、2019年11月）

## 代表歴
- U-18日本代表
  - U18リスボン国際トーナメント（2017年）
- U-19日本代表
  - インドネシア遠征（2018年）